# Otto Lentz
Reinhold Ludwig Otto Lentz (* 7. Januar 1873 in Culm; † 14. Juli 1952 in Berlin) war ein deutscher Hygieniker und Bakteriologe und von 1945 bis 1949 Direktor des Robert-Koch-Instituts.

## Leben

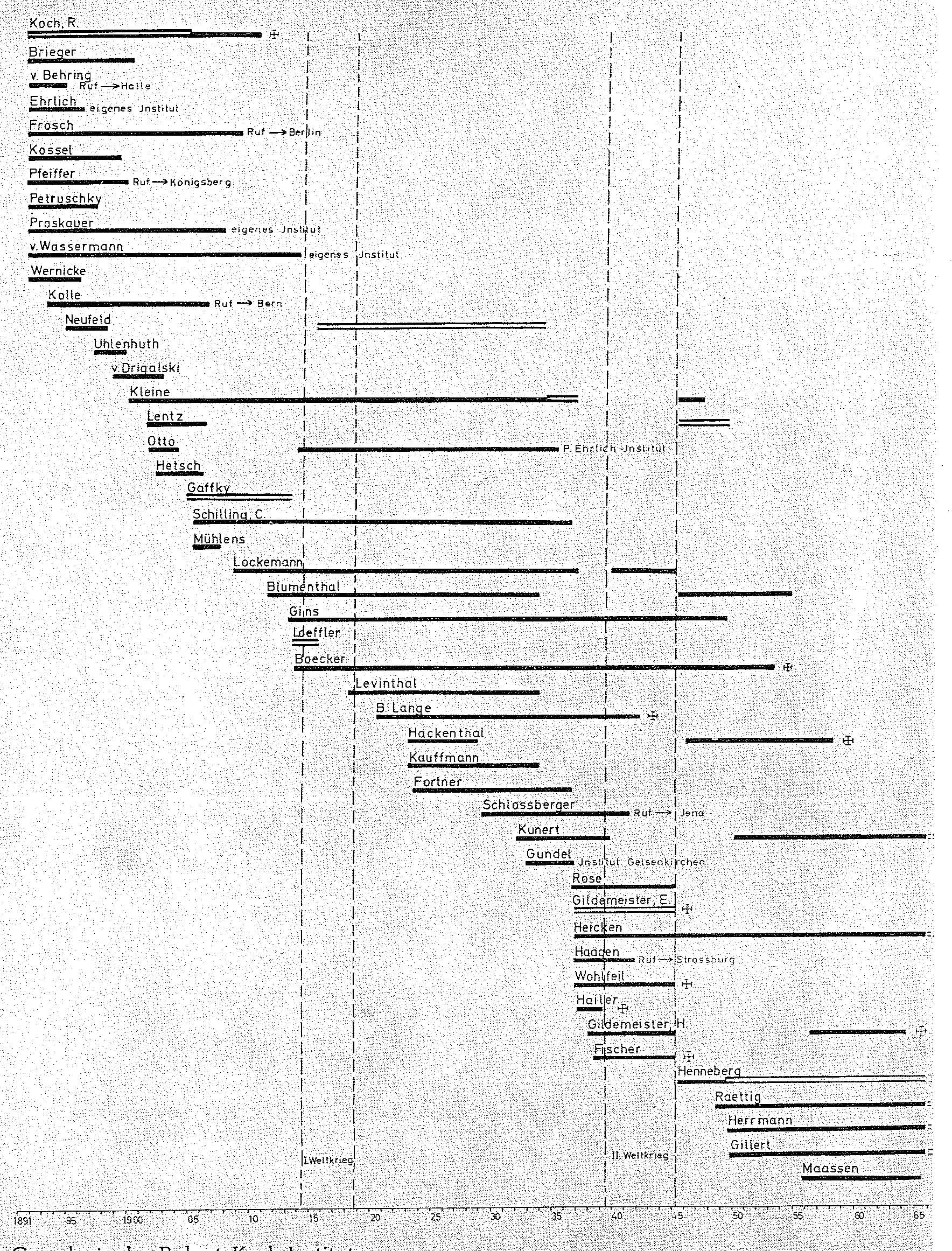
Die frühen Mitarbeiter am Robert-Koch-Institut (Lentz 1902–1906)

Lentz promovierte 1895 in Göttingen über „Osteochondritis syphilitica und Rachitis congenita“. Danach war er Assistent am Hygienischen Institut und an der Psychiatrischen Klinik in Göttingen sowie am Städtischen Krankenhaus Moabit in Berlin, Hilfsarbeiter im Preußischen Kultusministerium, Mitarbeiter am Institut für Infektionskrankheiten, Leiter der Bakteriologischen Untersuchungsanstalten in Idar a.d. Nahe und Saarbrücken im Zusammenhang mit der Typhusbekämpfung im Südwesten des Reiches.
Von 1908 bis 1912 war er Vorsteher der Seuchenabteilung im Institut für Infektionskrankheiten. Seit 1913 in der bakteriologischen Abteilung im Kaiserlichen Gesundheitsamt beschäftigt, wurde Lentz 1915 Geheimer Medizinalrat und Vortragender Rat im Preußischen Innenministerium und 1920 im Ministerium für Volkswohlfahrt. 1934 wurde er in den Ruhestand versetzt, worauf er zwischen 1935 und 1945 diese Ämter niederlegte und in einem bakteriologischen Institut arbeitete. Er wurde 1910 Mitglied der Berliner Freimaurerloge Zum Widder.
Am 14. Mai 1945 wurde mit Genehmigung der Sowjetischen Militäradministration eine Berliner Städtische Selbstverwaltung gegründet, deren Leiter für das Gesundheitswesen Professor Sauerbruch war. 1945 wurde Lentz Vorsteher des Robert-Koch-Institutes für Hygiene und Infektionskrankheiten. Im Zuge des Neuaufbaus der Abteilung für Gesundheitsdienst wurden durch Verfügung des Magistrats der Stadt Berlin vom 23. Oktober 1945 die ehemaligen Reichsinstitute, nämlich das Reichsgesundheitsamt, das Robert-Koch-Institut und die Reichsanstalt für Wasser- und Lufthygiene als Zweigdienststellen im Zentralinstitut für Hygiene und Gesundheitsdienst zusammengeschlossen. Die Leitung wurde dem Präsidenten Lentz übertragen, der in dieser Position bis zu seiner Pensionierung im März 1949 blieb.
1948 wurde er Ordinarius für Hygiene der neu gegründeten Freien Universität Berlin. Die Leitung des Hygiene-Instituts der Freien Universität Berlin führte er darüber hinaus bis zu seinem Tod 1952 fort.
Lentz begann seine Arbeit am Hygiene-Institut unter extrem schwierigen Bedingungen. Er genoss zwar das Gastrecht am Robert-Koch-Institut, doch musste er dort sogar sein Arbeitszimmer verteidigen; zwar konnte er von amerikanischen Bücherspenden profitieren, doch musste er um einfachste Arbeitsmittel wie Mikroskope und den eigenen Telefonanschluss für das Hygiene-Institut kämpfen. Wissenschaftlich wurde unter Lentz zu Themen wie der Ausdifferenzierung von Bakterien der Corynegruppe mit Hilfe von Bakteriennährböden und die Behandlung von Diphtherie-Dauerausscheidern geforscht. Zudem wurden Desinfektionsversuche mit der antiseptischen Seife Falkosept durchgeführt, Autovaccine bei Rheumatikern hergestellt und zu Agglutinationen mit Mikrokokken, Staphylokokken und Streptokokken sowie zur Zuckervergärung von Mikrokokkenstämmen gearbeitet. Hinzu kamen Wachstumshemmversuche von Mikrokokken mit Tuberkulosebazillen, Sterilisationsversuche im Autoklaven und Scharlachstreptokokken Züchtungsversuche.

## Ehrungen
- Geheimer Medizinalrat
- Mitglied des Reichsgesundheitsrates
- 1932 wurde er zum Mitglied der Deutschen Akademie der Naturforscher Leopoldina gewählt.[6]

## Veröffentlichungen (Auswahl)
- Osteochondritis syphilitica und Rachitis congenita. Hrsg.: Universität Göttingen; Dissertation. Dieterichsche Universitäts Buchdruckerei, Göttingen 1895.
- Die Seuchenbekämpfung und ihre technischen Hilfsmittel : ein Wegweiser für praktische und beamtete Ärzte, Verwaltungsbeamte, Krankenhausleiter, Desinfektoren, Gesundheitsaufseher, Krankenpfleger und -pflegerinnen. Simion, Berlin 1917.
- Gemeinverständliche Belehrungen über die übertragbaren Krankheiten (im Auftrage des Herrn Ministers für Volkswohlfahrt). Hrsg.: Ministerium für Volkswohlfahrt. Verlagsbuchhandlung von Richard Schoetz, Berlin 1926.
- Handbuch der Pockenbekämpfung und Impfung. Verlagsbuchhandlung von Richard Schoetz, Berlin 1927.
- Schädlingsbekämpfung mit hochgiftigen Stoffen : eine Anleitung für den Unterricht und die Prüfung in der Anwendung von Blausäure für die Schädlingsbekämpfung ; Mit einem Anhang Zusammenstellung aller z. Z. in Deutschland geltenden Erlasse und Verordnungen über die Schädlingsbekämpfung mit Blausäure. Verlagsbuchhandlung von Richard Schoetz, Berlin 1934.
- Die Vererbung der Krebsveranlagung (= Dt. Akad. der Naturforscher Leopoldina [Hrsg.]: Nova acta Leopoldina. Band 14, 101). 1944, ISSN 0369-5034, S. 51–99.
- Krebs und Vererbung : eine Stammbaumforschung (= Arbeiten aus dem Staatlichen Institut für Experimentelle Therapie und dem Georg-Speyer-Hause zu Frankfurt am Main. Band 45). Fischer, 1947, ISSN 0365-6705.